# Aaron Maund
Aaron Michael Thomas Maund (Dorchester, 19 settembre 1990) è un ex calciatore statunitense con cittadinanza trinidadiana, di ruolo difensore.

## Caratteristiche tecniche
È un difensore centrale.